# Giuliano l'apostata (film)
Giuliano l'apostata è un film muto italiano del 1920 diretto da Ugo Falena.

## Trama
Giuliano, valoroso soldato, è nominato comandante dell'esercito romano - bizantino. Egli ama l'imperatrice Elena, ma è costretto a sposare Eusebia. Le sue vittorie in Gallia gli danno una grande popolarità e suscitano l'invidia dell'imperatore Costanzo che lo estromette dal comando. Ma i soldati si ribellano, depongono Costanzo ed acclamano Giuliano nuovo imperatore. Intanto Eusebia fa uccidere Elena, ma poi per il rimorso si suicida.
Giuliano vuole che l'impero torni al paganesimo ed intraprende una persecuzione dei Cristiani, ma questo gli aliena le iniziali simpatie del popolo. Durante una campagna militare in Persia viene colpito a morte da una freccia. Spira ammettendo "vinciste Galileo" e da allora la religione cristiana non avrà più nemici nell'impero.

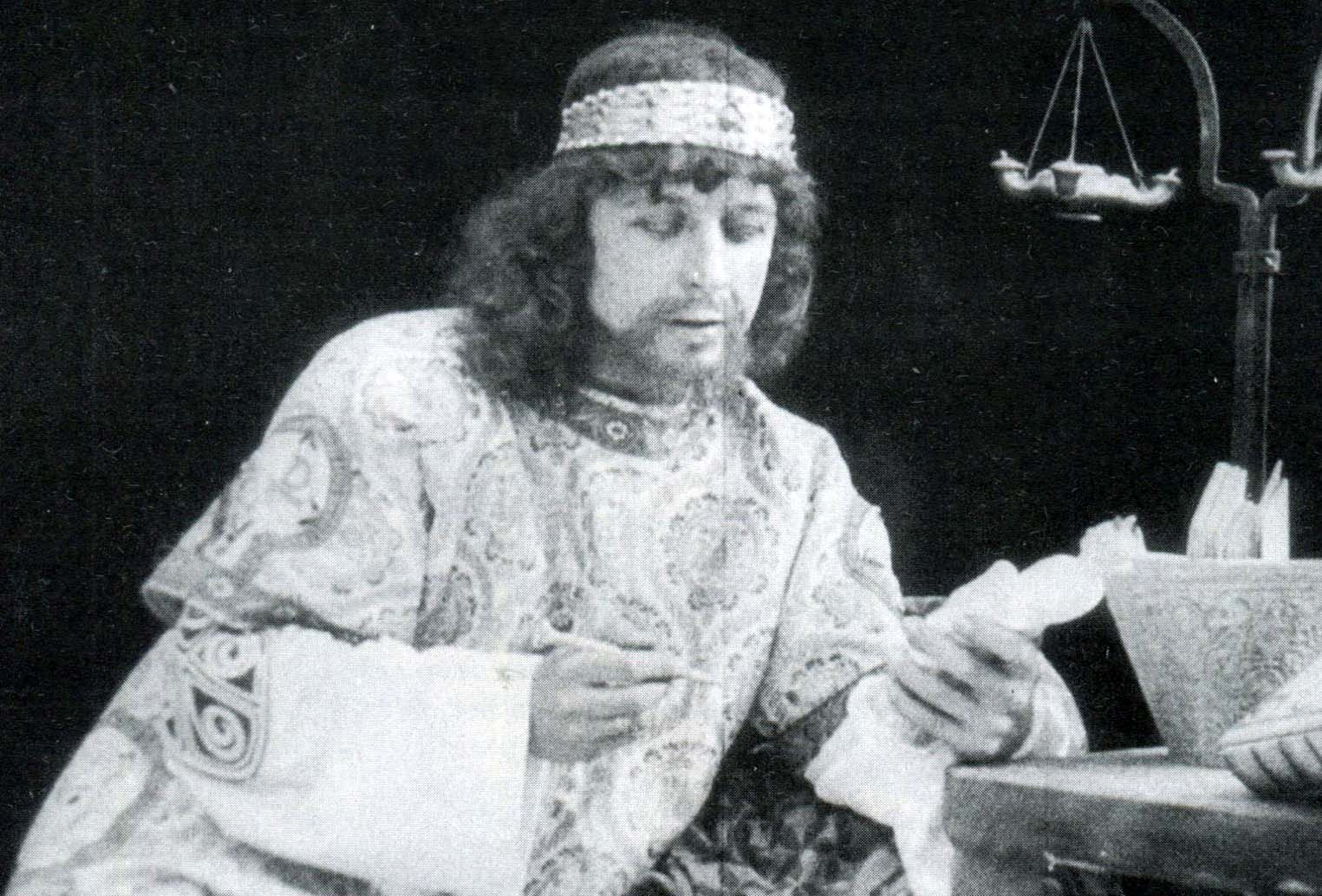
Guido Graziosi fu l'interprete dell'imperatore Giuliano

## Produzione
Giuliano l'apostata fu il primo film prodotto dalla "Bernini Film", una società cinematografica nata quando Ugo Falena lasciando la "Tespi Film" dopo che questa era stata acquistata da alcuni imprenditori romani, costituì, con alcuni soci questa nuova azienda nel settembre 1919. Falena portò nella "Bernini", di cui fu nominato "direttore artistico", anche molti degli artisti e tecnici che avevano lavorato con lui alla "Tespi", tra cui Ileana Leonidoff e Silvia Malinverni.

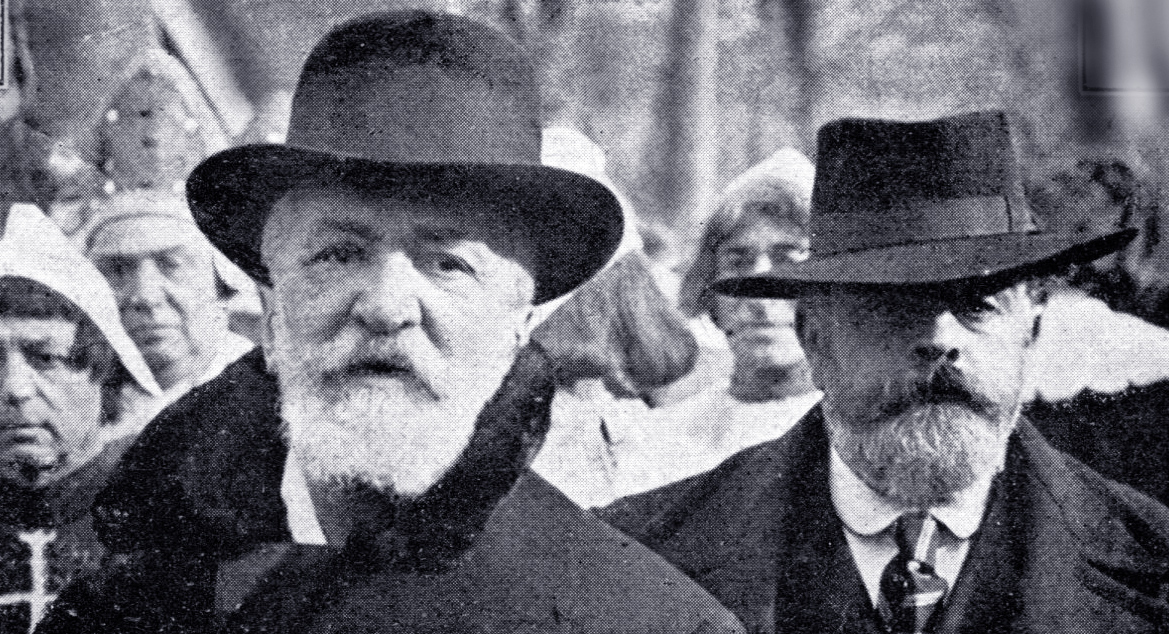
Il musicista Luigi Mancinelli e lo scenografo Duilio Cambellotti sul set del film nel 1919

Il programma della nuova azienda era di «subordinare il criterio della quantità a quello della qualità». Per questo nella retorica prosa del tempo questa prima produzione venne presentata come una occasione in cui «altri artisti geniali si affiancano in questa raffigurazione storica del IV secolo, per comporre una visione cinematografica completa in cui tre arti sorelle si danno la mano». Il riferimento era alla partecipazione al film di Falena del compositore Luigi Mancinelli, autore delle musiche che, con dischi a parte, accompagnavano la pellicola muta, e dello scenografo Duilio Cambellotti, che aveva già disegnato le scene della prima edizione della dannunziana La nave nel 1912, dopo averne illustrato la scena teatrale in occasione della "prima" (Roma, Teatro Argentina, 11 gennaio 1908).
Il film venne realizzato nella seconda metà del 1919 con un considerevole sforzo produttivo per il quale fu impegnata «una falange di generici di indiscusso valore, con un'esibizione di complesso che raramente è dato di ammirare». In particolare non si badò a spese per i costumi che furono effettivamente realizzati con tessuti di pregio e preziose decorazioni. Pur avendo ottenuto il visto della censura nel settembre del 1919, esso poté essere distribuito solo ad iniziare dal maggio del 1920. La distribuzione fu affidata alla "Cito cinema", società che fu poi travolta dalla stessa crisi bancaria che coinvolse anche l'U.C.I..

## Accoglienza
Nonostante lo sforzo produttivo, Giuliano l'apostata registrò giudizi fortemente contrastanti. Vi fu infatti chi lo definì «una costruzione vitale e vivente (che) dal prologo all'epilogo è organizzata mirabilmente, con senso squisito e profondo della tecnica teatrale», lodando in particolare «la grandiosità delle varie visioni, la loro intensità drammatica, la ricchezza intelligente degli addobbi e degli abbigliamenti, l'interpretazione sempre efficace degli attori».
Al contrario, altri sostennero con altrettanta ed opposta convinzione che «ciò che difetta nel film è il soggetto e l'interpretazione e la loro meschinità è tanto più rilevante quanto più è fastosa la messa in scena. Stupisce che Falena, uomo di teatro, abbia potuto imbastire una tale trama senza accorgersi che essa da sola non poteva presentare un particolare interesse; non al cinematografo pareva di assistere, ma a visioni di lanterna magica (con) interpreti che più infelici non si potevano scegliere».
Molti anni dopo, lo storico del cinema muto italiano Aldo Bernardini ha dato sul film - una copia del quale è oggi conservata presso la Cineteca Nazionale - un giudizio più meditato riconoscendogli «una messa in scena sontuosa e per certi aspetti anche coraggiosa nella proposta di una interpretazione non banale dell'opera dell'imperatore Giuliano».